# Hosszú kések éjszakája
A hosszú kések éjszakája (német nyelvterületen „Röhm-Putsch” vagy „Kolibri művelet”) az NSDAP által 1934. június 30. és július 2. között végrehajtott politikai gyilkosságok sorozata. Az akció során meggyilkolták a náci párt „baloldali”, strasserista frakciójának vezető alakjait, a névadójukkal, Gregor Strasserrel együtt, valamint közismert náciellenes konzervatív ellenfeleket (köztük a korábbi kancellárt, Kurt von Schleichert és Gustav von Kahrt, aki leverte Hitler sörpuccsát 1923-ban). A meggyilkoltak között sokan voltak tagjai a paramilitáris SA-nak, a barnaingeseknek.
Adolf Hitler az SA és vezetője, Ernst Röhm ellen fordult, mert tartott az SA túlzott önállóságától és az SA-nak az utcai harcokban edződött tagjait politikai hatalmára már veszélyesnek tartotta. Másrészt meg akarta nyugtatni Németország hivatalos hadseregének, a Reichswehrnek a vezetőit is, akik szintén félve figyelték az SA növekvő befolyását és egyben meg is vetették azt – különösen Röhm törekvését, amely a Reichswehrnek az SA-ba való beolvasztását szorgalmazta a saját vezetése alatt. Hitler arra is felhasználta e tisztogatást, hogy megtámadja vagy megsemmisítse új rendszerének kritikusait, különösen azokat, akik lojálisak voltak Franz von Papen kancellárhelyetteshez, és végezetül kiváló alkalom volt ez számára a régi ellenségeivel való végleges leszámolásra is.
A tisztogatásoknak legalább 85 halálos áldozata volt, de összességében számuk elérhette a százas nagyságrendet is.
A név szerint ismert nyolcvanöt áldozat közül csak ötven került ki az SA soraiból. Néhány becslés 150 és 200 közötti meggyilkoltról szól, és több mint ezer ismert ellenzékit is letartóztattak. A gyilkosságok nagy részét az SS és a Gestapo, a rezsim titkosrendőrsége hajtotta végre. Ez a tisztogatás meghozta és biztosította Hitler számára a Reichswehr támogatását, mivel a német bíróságok is demonstrálták a rezsim iránti hűségüket, így a kormány könnyedén és gyorsan félre tudta söpörni az ítélet nélküli kivégzések évszázados tilalmát.
A kivégzések kitervelése során az események a „Kolibri” kódnevet kapták, ezzel a jelszóval a kivégzőosztagokat utasították a végrehajtásra. A kódnév valószínűleg önkényes választás eredménye lehetett. A „Hosszú kések éjszakája” mint kifejezés a német nyelvben (németül: Nacht der langen Messer) elsődlegesen tömeggyilkosságot jelent és csak általában jelöli a bosszút. A németek ma is a Röhm-puccs kifejezést – a náci rezsim kifejezését – használják ezekre a gyilkosságokra, függetlenül ennek nem bizonyított értelmezésétől és attól, hogy az öldöklés szükséges volt-e egy összeesküvés megelőzéséhez. Német szerzők ezt gyakran idézőjelek közé teszik, vagy az úgynevezett Röhm-puccs formulával élnek.

## Hitler és az SA

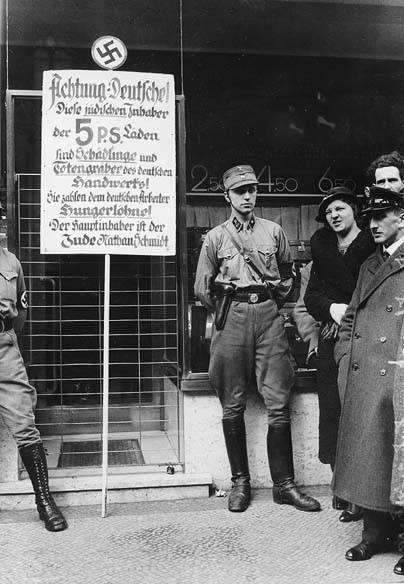
Zsidó üzletek bojkottja 1933. április 1-jén. Jóllehet a német nép nem neheztelt túlzottan, amikor az SA fellépett a zsidókkal, a kommunistákkal és a szocialistákkal szemben, de 1934-ben már gondot okozott a barnaingesek erőszakos fellépése

Paul von Hindenburg Németország elnöke 1933. január 30-án nevezte ki Adolf Hitlert az ország kancellárjává. A következő néhány hónap során, az úgynevezett Gleichschaltung idején Hitler nélkülözni tudta a Reichstagot mint törvényalkotó testületet, és megszabadult minden rivális politikai párttól, így 1933 közepén Németország pártállammá vált vezetése és uralma alatt. Hitler hatalma mégsem volt abszolút annak ellenére, hogy a politikai autoritása gyorsan megszilárdult. Kancellárként ugyanis nem parancsolhatott a hadseregnek, az Hindenburg, a nagyon tisztelt veterán marsall formális vezetése alatt maradt, aki ekkor idős kora miatt fizikailag már meglehetősen gyenge volt. Annak ellenére, hogy sok tisztnek imponáltak Hitlernek a megnövelt hadseregre vonatkozó ígéretei, az általános hadkötelezettség újbóli bevezetése és az agresszívebb külpolitika, a hadsereg – legalábbis a náci uralom kezdeti éveiben – továbbra is megőrizte hagyományos függetlenségét.
Nem ennyire kifejezetten ugyan, de a Sturmabteilung, a náci paramilitáris szervezet is valamennyire autonóm maradt a párton belül. Az SA a Freikorps maradékából fejlődött ki, az első világháborút követő mozgalomból. Ezek a szabadcsapatok nacionalista szervezetek voltak. Elsődlegesen elégedetlen, kiábrándult és elkeseredett német harci veteránokból szervezte meg őket a kormányzat 1919 januárjában, hogy áthidalják egy esetleges kommunista forradalom ellen fellépő lojális hadsereg hiányát. Tagjaik közül igen sokan elhitték, hogy a novemberi forradalom elárulta őket, miközben állítólag a győzelemtől karnyújtásnyira voltak 1918-ban. Így azután a Freikorps önkéntesei az új weimari köztársasággal szemben álltak, amely a novemberi forradalom eredményeként jött létre, és amelynek alapítóit megvetően „novemberi bűnözőknek” nevezték. Ernst Röhm, a Reichswehr kapitánya szolgált kapcsolatként a bajor Freikorps felé. Röhm beceneve „Bajorország géppuska királya” volt az 1920-as évek elején, mert ő volt felelős a bajor Freikorps egységek illegális gépfegyver-ellátásáért és ezek raktározásáért. Röhm 1923-ban kivált a Reichswehrből, és később az SA parancsnoka lett. Az 1920-as és 1930-as években az SA Hitler privát milíciájaként működött a riválisai megfélemlítésére és a rivális politikai pártok gyűléseinek megzavarására, ez utóbbi elsősorban a szociáldemokratákat és kommunistákat érintette. A „barnaingesek” vagy „rohamcsapatok” néven is ismert SA hírhedtté lett a kommunisták elleni utcai csatái miatt. A két fél közötti erőszakos csatározások Németország polgárainak a két háború közötti, a weimari köztársaságban kialakult biztonságérzetét teljesen megváltoztatták. 1932 júniusában, amely a legrosszabb politikai erőszakkal terhelt hónapok egyike volt, az utcai harcok száma meghaladta a 400-at és összesen 82 halálos áldozatot követeltek. Ennek a destabilizációnak döntő szerepe volt Hitler hatalomra jutásában, mivel a német emberek azt várták Hitlertől, hogy amennyiben ő kerül hatalomra, akkor az utcai harcoknak vége lesz.
Hitler kancellárrá történő kinevezése és ezt követően valamennyi más politikai párt elnyomása nem eredményezte a rohamcsapatok erőszakosságának végét. Mivel többé nem volt a kommunista pártnak gyűlése, nem volt mit megzavarni, így az átivott éjszakák után a barnaingesek utcai zavargásokat okoztak. Rendszeresen rátámadtak a járókelőkre, majd ezt követően a kihívott rendőrökre, akik felléptek ellenük.
A panaszok a barnaingesek „lekezelő és durva” viselkedéséről 1933 közepére általánossá váltak. A külügyminisztérium jelentései szerint az SA emberei külföldi diplomatákkal szemben is követtek el tettlegességet. A barnaingesek viselkedése egyre jobban zavarta a német középosztályt és a társadalom más konzervatív elemeit, valamint a hadsereget is.
Hitler szándéka pozíciójának megerősítése volt a hadsereg előtt, így az SA ellen fordult. 1933. július 6-án magas rangú nácik gyűlésén Hitler deklarálta, hogy a barna forradalom sikeresen befejeződött. Most, hogy az NSDAP a hatalom gyeplőit megragadta – mondta –, ideje ezt konszolidálni. Hitler közölte a gyűlés tagjaival: „A forradalom árja nem ismert gátakat, de most biztos medret kell találnia a társadalmi fejlődésben.”
Hitler beszéde jelezte azt a szándékát, hogy megzabolázza az SA-t, amelynek jelentősége az 1930-as évek elején gyorsan növekedett. Mivel az SA a nácizmus legelkötelezettebb híveinek nagy részét tagjai között tudta, ez a feladat nem bizonyult egyszerűnek. Az SA drámai növekedését részben a nagy gazdasági világválság beköszöntének köszönhette, amikor sok német polgár elveszítette mind a munkáját, mind a hagyományos intézményekbe vetett hitét. Míg a nácizmus nem kizárólagosan – vagy elsődlegesen – a munkásság körében terjedt, az SA mégis választ adott igen sok munkanélküli munkásnak, erősítette bennük az osztály-szolidaritás iránti vágyat, és növelte nacionalista lelkesedésüket. Sok barnainges hitt a nácik szocialista ígéreteiben, és elvárták a náci rezsimtől, hogy intézkedéseivel komoly gazdasági változásokat hozzon, mint például az arisztokrácia hatalmas földbirtokainak felosztását. Amikor mindezek a lépések a rendszer részéről elmaradtak, akkor azok, akik gazdasági és politikai forradalmat vártak, elvesztették illúzióikat.

## A hadsereg és az SA közötti konfliktus

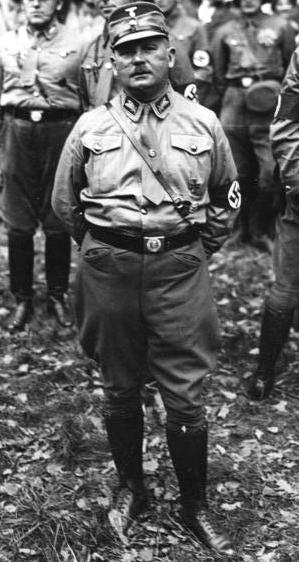
Ernst Röhm, az SA parancsnoka Bajorországban, 1934-ben

Az SA-ban senki nem beszélt hangosabban a „német forradalom folytatásáról”, mint Röhm – közölte egy neves barnainges. Röhm, az NSDAP legelső tagjainak egyikeként részt vett Münchenben a sörpuccsban, amely Hitlernek egy korai próbálkozása volt a hatalom megragadására 1923-ban. Röhm első világháborús veterán volt, aki korábban azzal a kijelentésével tűnt fel, hogy egyetlen barnainges halálát 12 ember saját kezű kivégzésével torolná meg. Röhm az erőszakban politikai célok megoldásának egyik eszközét látta. Komolyan vette szocialista ígéreteit a nemzetiszocializmusnak, és követelte, hogy Hitler és a párt más neves vezető személyiségei széles skálájú szocialista reformoknak lássanak neki Németországban.
Röhm nem érte be az SA vezetésével, és befolyásolni akarta Hitlert, nevezze ki őt Werner von Blomberg konzervatív tábornok helyére, hadügyminiszterré. Blomberg – a hadseregen belül a „gumioroszlán” gúnynevet kapta kritikusaitól, mert Hitlernek elkötelezett híve volt; maga mégsem volt náci, így alkalmas volt arra, hogy közvetítsen a nácik és a hadsereg közt. Blomberg és sok tiszttársa a porosz nemesség, a junkerek soraiból került a hadsereg tisztikarába. Ők az SA-t plebejus csőcseléknek nevezték, amely fenyegeti a hadsereg hagyományosan kiemelkedő státusát a német társadalomban.
Ha a reguláris hadsereg megvető volt az SA-hoz tartozó tömegekkel szemben, akkor ezt a barnaingesek azzal adták vissza, hogy a hadsereg tagjai pedig nem elkötelezett hívei a nemzetiszocialista forradalomnak. Max Heydebreck, SA vezető Rummelsburgban megvetően így beszélt barnainges társai előtt: „Néhány tiszt a hadseregben egyszerűen disznó. A legtöbb tiszt túl öreg, le kellene őket cserélni fiatalokkal. Mi csak addig akarunk várni, míg Hindenburg papa meghal, és azután az SA nekimegy a hadseregnek.”
Bár létezett a reguláris hadsereg és az SA közötti ellenségesség, Blomberg és kapcsolatai mégis az újraéledő hadsereg kiszélesítésének forrását is látták az SA tagjaiban, mint toborozható katonákban. Röhm viszont egyszer s mindenkorra el akarta zavarni a tábornoki karból a porosz arisztokráciát, és ehhez az SA-ból akarta létrehozni az új hadsereg magvát. A hadsereg vezetői ugyanakkor félelemmel követték az SA növekedését, amelynek 1934 elejére több mint három millió tagja lett, miközben a reguláris hadsereg létszámát a versailles-i békeszerződés százezer főben maximálta. 1934 januárjában Röhm átadott Blombergnek egy jegyzéket, melyben követelte, hogy a hadsereg helyébe a nemzet ereje, az SA lépjen, és a Reichswehr szerepe a kiképzés segítője legyen.
Hitler válasza erre az volt, hogy találkozót hívott össze 1934. február 28-án Blomberggel, az SA és az SS vezetőivel. Hitler nyomására Röhm kényszeredetten aláírt egy beleegyező nyilatkozatot, elismerve a Reichswehr elsődlegességét az SA-val szemben. Hitler kinyilvánította a jelenlévők előtt, hogy az SA lesz a Reichswehr segítségére, és nem megfordítva. Hitler és a hadsereg tisztjei többségének távozását követve Röhm kijelentette: ő pedig nem fogad el útmutatásokat „a nevetséges káplártól” – egy megalázó utalás ez Hitlerre. Jóllehet erre a meggondolatlan kijelentésére Hitler nem reagált, de közte és Röhm közt ezzel tovább mélyült a szakadék.

## Az SA növekvő nyomás alatt

Franz von Papen, a konzervatív kancellárhelyettes, aki konfliktusba került Hitlerrel a marburgi beszédével, amelyben a rezsimet hibáztatta az SA kapcsán

Bár megegyezett Hitlerrel, Röhm továbbra is ragaszkodott eszméjéhez az új hadsereg magvát képező SA-val. 1934 elején ez az elképzelése összeütközésbe került Hitler tervével, ami a hatalom megszilárdítását és a Reichswehr kibővítését célozta meg. Ha Röhm lett volna sikeres, akkor az Hitler kudarca lett volna és megfordítva. Ezentúl pedig nem csak a Reichswehr látott az SA-ban fenyegetést. Hitler közvetlen környezete, sőt maga Hitler is félt Röhm növekvő hatalmától és attól, hogy nem törődik bele az aláírt egyezségbe. Mindez oda vezetett, hogy politikai harc alakult ki a párton belül azok között, akik közel álltak Hitlerhez (Hermann Göring, Poroszország miniszterelnöke, Joseph Goebbels propaganda-miniszter, Heinrich Himmler SS-főnök és Rudolf Hess, Hitler helyettese) és szembekerültek Röhmmel. Ők valamennyien a náci mozgalom veteránjai voltak, egyben lojálisak Hitlerhez, míg egyedül Röhm demonstrálta függetlenségét Adolf Hitlertől. Röhm megvetése a pártbürokraták iránt bosszantotta Hesst. Az SA erőszakoskodása Poroszországban rendkívül aggasztotta annak miniszterelnökét, Göringet. Végül 1934 tavaszán a korábbi kancellár, Kurt von Schleicher generális, hallva a növekvő ellentétekről Röhm és Hitler között, az SA szerepéről a náci államban, ismét politikai játszmákba kezdett. Schleicher kritizálta Hitler kormányát, míg néhányan Schleicher követői közül, mint Ferdinand von Bredow és Werner von Alvensleben tábornokok, felvetették egy új kormánylista ötletét, melyben Hitler maradna kancellár, Schleicher lenne az új helyettes kancellár, Röhm a hadügyminiszter, Heinrich Brüning a külügyminiszter és Gregor Strasser a gazdasági miniszter. John Wheeler-Bennett angol történész, aki jól ismerte Schleichert és környezetét, megírta, hogy Bredow „indiszkréciója félelmetes volt”, mert minden érintettnek bemutatta a tervezett kormány listáját. Annak ellenére, hogy Schleicher gyakorlatilag már nem volt számottevő személyiség 1934-ben, azok az egyre vadabb pletykák, melyek szerint ő és Röhm intrikálnak a hatalom visszaszerzése érdekében, tovább élénkítették a válság érzetét.
Röhm elszigetelése érdekében 1934. április 20-án Göring átadta a porosz politikai rendőrség (Gestapo) feletti rendelkezés jogát Himmlernek. Himmler irigyelte az SA függetlenségét és hatalmát, így ebben az időben ő és helyettese, Reinhard Heydrich megkezdték az SS átalakítását. A náci vezetők korábbi testőrségéből (ami az SA-nak volt alárendelve) Himmler az SS-t a saját, független elit csapatává kívánta tenni, amely lojális mind hozzá, mind Hitlerhez. Ez a lojalitás mindkettőjük számára hasznosnak bizonyult, amikor Hitler végül Röhm és az SA ellen fordult. Májusban Göring és Himmler emberei között egy lista járt körbe a „likvidálandókról”, és vele elindultak a cserealkuk is, egyikük ellenségét felvéve és cserében másikuk barátját kivéve a listából. Május vége körül Heinrich Brüning és Kurt von Schleicher korábbi kancellárok figyelmeztetéseket kaptak, hogy életük veszélyben van, és azonnal el kellene hagyniuk Németországot. Brüning Hollandiába menekült, de Schleicher csak rossz tréfának tartotta az egészet. Június elejére minden készen állt, és Hitler engedélyére várt.
Hitlertől egyre többen és egyre erőteljesebben követelték az SA megregulázását. A hadsereg konzervatív része, az ipar és a politika képviselői egyre nagyobb nyomást gyakoroltak Hitlerre, hogy korlátozza az SA befolyását, és forduljon Röhm ellen. A konzervatívok egyáltalán nem örültek Röhm homoszexualitásának, ugyanakkor politikai ambíciói még jobban aggasztották őket. Amikor Hitler június 15-én elutazott Velencébe, hogy találkozzon Benito Mussolinival, még mindig nem volt biztos abban, mit csináljon. Még mielőtt Hitler elindult volna, az elnöki államtitkár, Otto Meißner kérésére báró Konstantin von Neurath külügyminiszter utasította Hitler háta mögött Ulrich von Hassell olaszországi nagykövetet, kérje meg Mussolinit, hogy közölje Hitlerrel: Röhm befeketíti Németország jó nevét. Neurath – aki korábban olasz nagykövet volt és jól ismerte Mussolinit – tudta, hogy Mussolinira ez ügyben számíthat, és nem is tévedett. Mussolini a találkozó során szemrehányást tett Hitlernek, mert tűri az SA erőszakos fellépéseit, huliganizmusát és homoszexualitását, melyről Mussolini azt állította, hogy rombolja Hitler jó hírnevét az egész világ előtt. Mussolini felhasználta a Giacomo Matteotti meggyilkolása körüli affért mint olyan példát, amely megmutatja, milyen zavarokat tudnak okozni egy diktátornak nyugtalan hívei. Bár Mussolini bírálata nem győzte meg Hitlert teljesen az SA elleni cselekvésről, mégis ebbe az irányba befolyásolta.
1934. június 17-én a konzervatívok követelései Hitler irányába megerősödtek, amikor Franz von Papen kancellárhelyettes és a beteg Hindenburg bizalmasa beszédet tartott a marburgi egyetemen, melyben figyelmeztetett egy „második forradalom” veszélyére. A katolikus von Papen, akinek a hadsereggel és az iparral komoly kapcsolatai voltak, a lemondásával fenyegetőzött, ha Hitler nem cselekszik ez ellen. Bár von Papen kancellárhelyettes lemondása Hitler pozícióját nem fenyegette, ez a lépés mégis megszégyenítő módon nyilvánvalóvá tette volna egy vezető arisztokratától való függőségét.
Hitler a konzervatívok Röhmmel kapcsolatos nyomásának engedve elutazott Neudeckbe, hogy találkozzék Hindenburggal. Blomberg, aki éppen megbeszélést folytatott az elnökkel, rá nem jellemző módon, szemére hányta, hogy már korábban lépnie kellett volna Röhm ellen. Ezek után közölte Hitlerrel, hogy Hindenburg azon van, hogy deklarálja a hadiállapotot, és átadja a hatalmat a Reichswehrnek, ha Hitler nem tesz azonnal lépéseket Röhm és barnaingesei ellen. Hitler már hónapok óta habozott ebben a kérdésben, részben azért is, mert Röhmnek, a milliós tagságú SA vezetőjeként tekintélye volt. Azonban Hindenburgnak – aki az egyedüli autoritás volt Németországban, akinek hatalmában állt a náci rezsim felszámolása – a hadiállapottal való fenyegetése miatt Hitler végül cselekedni kényszerült. Neudeckről már azzal a szándékkal utazott vissza, hogy mind Röhmmel, mind régi ellenségeivel leszámol. Himmler és Göring örültek Hitler döntésének, hisz mindketten sokat nyertek Röhm bukásával: Himmler az SS függetlenségét, Göring a hadsereg parancsnoki címéért folytatott küzdelmében a rivális félreállítását.
A „tisztogatásokat” előkészítendő Himmler és helyettese, Reinhard Heydrich, az SS biztonsági szolgálatának főnöke, összeállított egy hamis bizonyítékokból álló dossziét, amely azt sugallja, hogy Röhmnek Franciaország tizenkét millió márkát (ez 48,3 millió eurónak felel meg 2011-ben) fizetett Hitler megbuktatásáért. Az SS vezető tisztjeinek június 24-én olyan hamis bizonyítékokat mutattak be, melyek szerint Röhm terve egy, az SA segítségével végrehajtandó hatalomátvétel (Röhm-Putsch) Göring, Himmler, Heydrich és Victor Lutze (Hitler utasítására) listákat állított fel azon SA-n belüli és kívüli személyek neveivel, akiket meg kell ölni. Göring bevonta e tevékenységbe Willi Lehmannt, a Gestapo emberét és egyben NKVD kémet. Június 25-én Werner von Fritsch generális a Reichswehr teljes riadókészültségét rendelte el. Június 27-én Hitler lépéseket tett a hadsereg együttműködésének biztosítása érdekében. Blomberg és Walther von Reichenau generális, összekötő a párt és a hadsereg között, erre adott válaszként kizárták Röhmöt a Német Tisztek Szövetségéből. Heinrich Himmler és Reinhard Heydrich informálták a Reichswehrt egy készülődőben lévő puccsról, amire válaszként az SS és az SD számára fegyvereket, közlekedési eszközöket, szálláshelyeket és tartalékos erőket biztosított. Június 29-én Blomberg aláírásával megjelent egy cikk a Völkischer Beobachterben, melyben Blomberg szenvedélyesen kijelentette, hogy a Reichswehr Hitler mögött áll.
Hitler Göringgel és Lutzéval Essenbe ment Josef Terboven gauleiter esküvőjére. Az ünnepség során érkezett a híre annak, hogy Hindenburg előreláthatólag június 30-án fogadni fogja Papent, s erre Hitler azonnal visszatért a szállodájába. Röhm adjutánsa telefonon parancsot kapott, gondoskodjék arról, hogy valamennyi SA vezető június 30-án a késő délelőtti órákban jelenjék meg Röhm szabadságának színhelyén, Bad Wiesseeben, egy Hitlerrel tartandó megbeszélésen. Június 29-e délutánján Hitler Bad Godesbergbe utazott, és találkozott a Rheinhotel Dreesenben Goebbelsszel és Sepp Dietrich SS-Obergruppenführerrel, aki előzőleg a Reichswehrtől a fegyverek megszerzését szervezte. Goebbels tulajdonképpen a Papen körüli „reakciók” ellenintézkedéseit várta volna, itt értesült arról, hogy a főcsapás Röhm és az SA ellen irányul. Ezt Hitler azzal támasztotta alá számára, hogy bizonyítékok vannak arra, hogy Röhm hazaárulás céljával konspirál André François-Poncet-val, Schleicherrel és Gregor Strasserrel.

## A „tisztogatás”

### Röhm meggyilkolása
A készülődő akció a lehető legnagyobb titoktartás ellenére azonban mégsem maradt teljesen rejtve az SA előtt. Németország különböző részein június 29. éjszakáján randalíroztak azok az SA-tagok, akiknek fülébe jutottak az SA-ellenes eljárásról szóló híresztelések. Münchenben 3000 SA-tag vonult fel hangoskodva ezen az éjszakán, akiket névtelen röpcédulákkal hívtak össze. Adolf Wagner gauleiternek mégis sikerült az embereket megnyugtatnia.
Már éjfélkor megérkezett Sepp Dietrich is Münchenbe. Őt telefonon utasították: Hitler testőri gárdájának két csapatát várja be, hogy így legkésőbb tizenegykor azok Bad Wiesseeben lehessenek. 1934. június 30-án hajnali kettőkor indult el Hitler repülőgépe a Hangelar repülőtérről, és négykor már meg is érkezett Münchenbe Goebbels és Lutze kíséretében.
Kíséretével Hitler azonnal a Bajor Belügyminisztériumba ment és magához rendelte a helyi SA-parancsnokokat, Wilhelm Schmidet és August Schneidhubert. Szemükre vetette az éjszakai SA-akciót, árulással vádolta őket, és saját kezűleg fokozta le őket váll-lapjaikat letépve. Mindkettőt még helyben letartóztatták és a helyi Stadelheim börtönbe vitték. Schneidhubert még aznap délután kivégezték. Eközben több SA-főnököt az állomáson letartóztatott az SS, amint leszálltak a vonatjukról, hogy részt vegyenek a Röhmmel tervezett találkozón.
Öt óra tájban Hitler elhagyta a bajor belügyminisztérium épületét és – be sem várva Dietrich megérkezését a csapatokkal – Goebbels, Lutze és kiválasztott SS-tagok kíséretében Bad Wiesseebe ment. A három gépkocsi röviddel fél hét után állt meg a Hanselbauer szálloda előtt.
Erich Kempka, Hitler sofőrje így számol be: „Ostorral kezében lépett be Hitler Röhm hálószobájába a »Hanselbauer« panzióba, Bad Wiesseeben, mögötte két bűnügyi hivatalnok kibiztosított pisztolyokkal. A következő szavakat recsegte: »Röhm, le vagy tartóztatva!« Röhm álmosan nézett fel az ágya párnájáról és dadogta: »Heil, mein Führer!« »Te le vagy tartóztatva!« – üvöltötte Hitler másodszor is, és megfordulva kiment a szobából.” Letartóztatták a többi SA-vezetőt is. Csak Edmund Heines – akit egy másik férfival az ágyában leptek meg – állt ellen.
Az a tény, hogy Röhm semmiféle puccsot nem szervezett, nem akadályozta meg Hitlert a teljes SA-vezetés megrágalmazásában. Amikor visszaérkezett a párt müncheni központjába, beszélt az ott összegyűlt tömegnek. Haragtól eltorzult hangon így rágalmazott: „a legrondább árulás a világtörténelemben”. Közölte: „fegyelmezetlen és engedetlen jellemek, aszociális és romlott elemek” megsemmisíthetők. A tömegből, köztük párttagok és sok SA-tag, akik elég szerencsések voltak ahhoz, hogy megmeneküljenek, maguk jelentkeztek, hogy az „árulókat” lelőjék. Joseph Goebbels, aki Hitlerrel volt Bad Wiesseeben, beindította a végső fázist. Berlinbe visszaúton megtelefonálta Göringnek a Kolibri jelszót, melyre a kivégzőosztagok a fővárosban is megkezdték mit sem sejtő áldozataik legyilkolását.
Röhmöt és más SA-hatalmasságokat ugyanezen a napon szállították be a Stadelheim börtönbe. Hitler parancsára egy Sepp Dietrich által vezetett kommandó lelőtte a letartóztatott és a „Reichs-listán” megjelölt SA-vezetőket, ezek: Eilhelm Schmid, August Schneidhuber, Hans Hayn, Peter von Heydebreck, Hans Erwin von Spreti-Weilbach és Edmund Heines. Röhmmel még bizonyos skrupulusai voltak Hitlernek. Azután mégis 1934. július 1-jén, vasárnap Röhmöt Hitler parancsára Theodor Eicke és Michael Lippert SS-Hauptsturmführer felszólította, 10 percen belül végezzen magával, átadva neki egy magukkal hozott pisztolyt. Röhm mogorván azt válaszolta: „Ha meg kell halnom, tegye ezt Adolf maga.” Amikor az ezt követő tíz percben minden csendes maradt, Eicke megparancsolta egy börtönőrnek, hozza ki Röhm cellájából a pisztolyt. Mikor Eicke és Lippert behatoltak a cellába, Röhm annak közepén állt, mellén feltépett inggel.
Lippert közvetlen közelről lelőtte. Évekkel később, 1957-ben a német bíróság Münchenben Röhm meggyilkolása miatt bűnpert indított ellene. Egészen addig Lippert volt az egyetlen a tisztogatások sok részvevője közül, aki elkerülte az igazságszolgáltatást.

### A konzervatív és más régi ellenségek sorsa
A rezsim „tisztogató” akciója nem csak az SA-ra terjedt ki. Hitler felhasználta az alkalmat az általa megbízhatatlannak tartott konzervatív politikusok likvidálására is. Ez a kör magába foglalta von Papen kancellárhelyettest és annak közvetlen környezetét. Berlinben Göring parancsára egy fegyveres SS egység megrohamozta a kancellárhelyettesi hivatal épületét. Az egységhez csatolt Gestapo tisztek azonnal lelőtték Herbert von Bosét, Papen titkárát, ahelyett, hogy letartóztatták volna. A Gestapo letartóztatta és később kivégezte Papen közeli társát, Edgar Jungot, Papen marburgi beszédének szerzőjét; holttestét árokba dobták. A Gestapo megölte még Erich Klausenert, a Katolikus Akció vezetőjét is, aki szintén Papenhez állt közel. A kancellárhelyettest – bár energikusan tiltakozott, miszerint őt nem lehet letartóztatni – habozás nélkül letartóztatták. Hitler napokkal később elrendelte a szabadon bocsátását, és Papen többé nem merte bírálni a rezsimet.
Hitler, Göring és Himmler ráuszította a Gestapót a korábbi politikai ellenségekre is, így Kurt von Schleicherre, a Hitlert megelőző kancellárra, őt és feleségét az otthonukban ölték meg. Megölték még Gregor Strassert, a korábbi náci pártelnököt is, mert magára haragította Hitlert azzal, hogy 1932-ben kilépett a pártból, valamint Gustav von Kahrt, a sörpuccs leverőjét. Kahr különösen szörnyen végezte, elevenen szétcsákányozták; tetemét egy München környéki erdőben találták meg.
Volt egy véletlen áldozat is: Willi Schmid, a Münchner Neuste Nachrichten újság zenekritikusa. Őt a Gestapo felcserélte Ludwig Schmitt-tel, Otto Strasser (Gregor Strasser bátyja) korábbi támogatójával. Ez a parttalan erőszak tovább növelte a Gestapo, a náci titkosrendőrség félelemtől táplált tekintélyét.

## Magyarázatok és következmények

### Magyarázatok

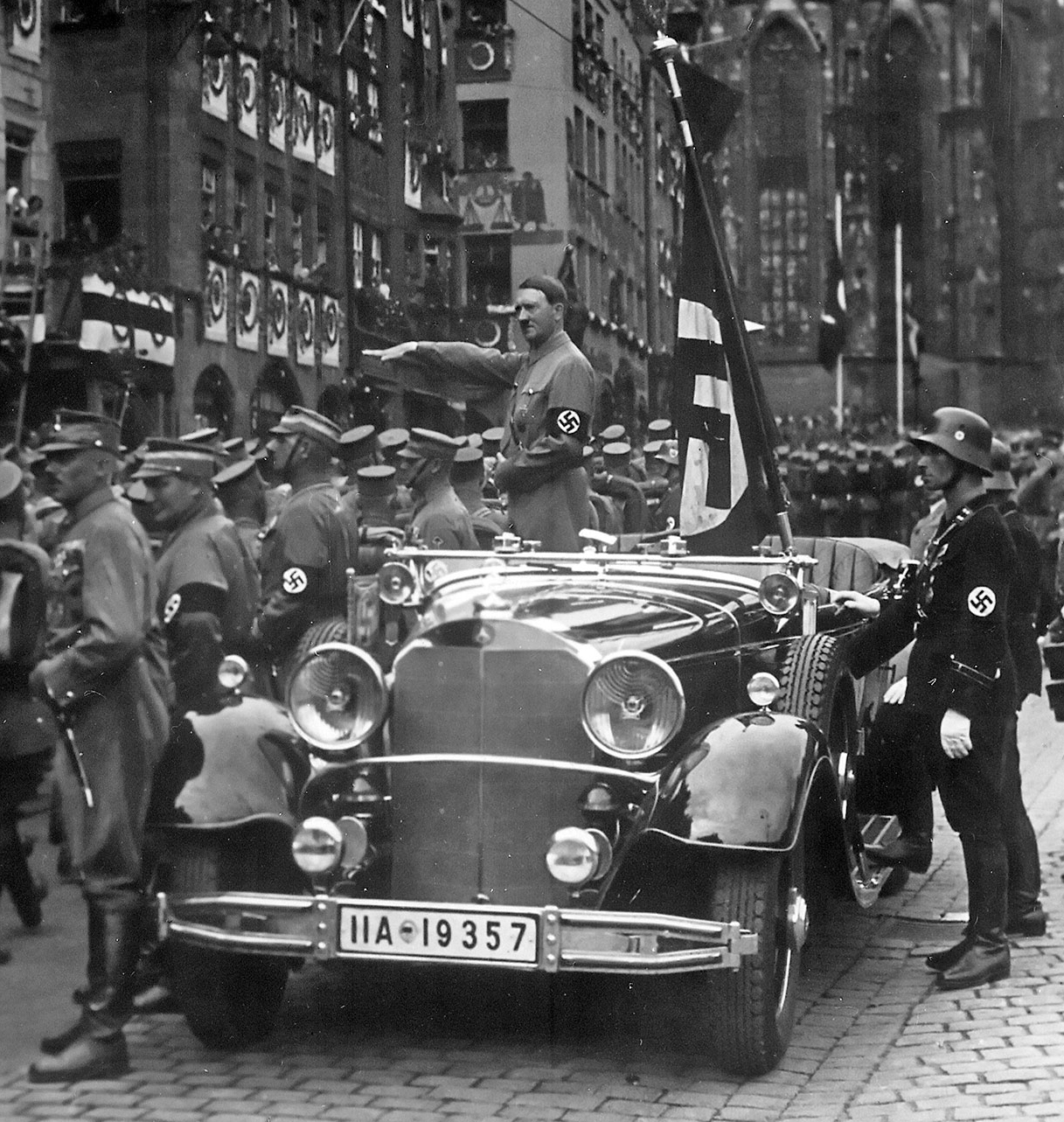
A diadalmas Hitler megszemléli az SA-t Nürnbergben 1935-ben. A kocsiban Hitlerrel a Vérzászló, a kocsi mögött annak őre, Jakob Grimminger SS ezredes

Az események túl sok neves áldozatot követeltek ahhoz, hogy el lehessen titkolni őket. Kitervelői az első pillanatban nem egységesen kezelték a „tisztogatást”. Göring utasította a rendőregységeket, hogy „minden, az elmúlt két napon történtekkel kapcsolatos iratot semmisítsenek meg”. Közben Goebbels megpróbálta megakadályozni az újságokat abban, hogy leközöljék a halottak listáját, ugyanakkor azonban július 2-án a rádióban beszámolt arról, mily közel állt Röhm és Schleicher Hitler által meghiúsított államcsínye a sikerhez és az ország a káoszhoz. Azután 1934. július 13-án, két hét késéssel, Hitler a Reichstag előtt mondott és rádión közvetített beszédében így igazolta a történteket:

„ Ha valaki azt a szemrehányást teszi, miért nem a rendes bíróságokat vontuk be ahhoz, hogy ítélkezzenek, akkor neki csak a következőket mondhatom: ezekben az órákban én voltam felelős a német nemzet sorsáért, és így a német népnek legfelsőbb bírája. A lázadó divíziókat örök időktől fogva megtizedelik, így hozzák rendbe őket. […] Én voltam, aki parancsot adtam ezen árulás főbűnöseinek lelövetésére, továbbá én adtam parancsot e belső kútmérgező és a külföldet is megmérgező fekélyeknek a puszta húsig terjedő kiégetésére. […] A nemzetnek tudnia kell, hogy létét […] senki büntetlenül nem fenyegetheti. Mindenkinek tudnia kell a jövőben, hogy ha kezét ütésre emeli az állam ellen, sorsa a biztos halál.”

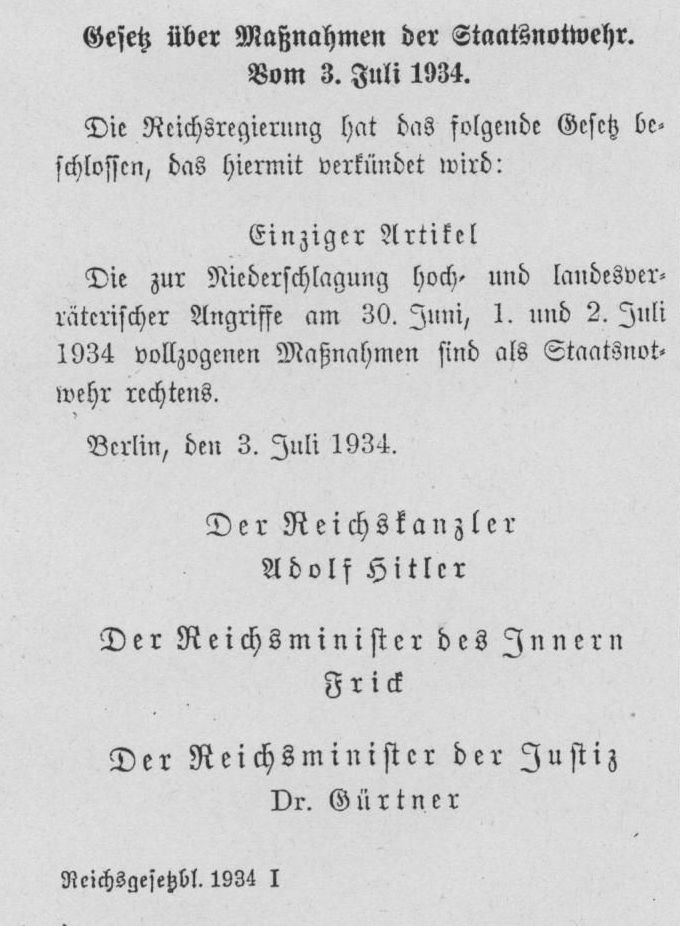
Gesetz über Maßnahmen der Staatsnotwehr (Törvény az államvédelmi intézkedésekről) 1934. július 3.

Július 3-án, azaz utólag, Hitler kibocsátotta az úgynevezett Staatsnotwehrgesetzt (Államvédelmi törvény).
A törvény egyetlen szakasza így szól: Azok az intézkedések, melyek az 1934. június 30-án, július 1-jén és 2-án végrehajtott felség- és hazaáruló támadás leverésére szolgáltak, mint az állami önvédelem intézkedései jogszerűek.
Az Ermächtigungsgesetz (felhatalmazási törvény) alapján Hitlernek ugyanis már törvényhozási joga volt, amivel ekkor visszaélt.
Franz Gürtner birodalmi igazságügy-miniszter (korábban, a weimari köztársaság idején Bajorország igazságügy-minisztere) konzervatív politikus demonstrálta a lojalitását az új rendszerhez azzal, hogy megfogalmazta ezt a törvényszöveget, ami így jogi mázzal vonta be a tisztogatást.
Carl Schmitt, a neves államjogász szállította később az események jogi igazolását egy írásában: Der Führer schützt das Recht (A Führer védi a jogrendszert).
Németország ezzel önkényuralmat gyakorló országgá lett, melyben a Führer véleménye törvény volt. Ezekkel a lelövetésekkel Hitler önmagát élet és halál feletti döntőbíróvá tette, mint ahogyan ezt ő maga fogalmazta meg „legfelsőbb jogúrrá” vált, s ezáltal nyilvánvalóan a jogrendszert „egyenlővé csatolták” (Gleichschaltung), azaz a politikai hatalom alá rendelték, mint minden mást. Jogilag kevésbé igényesen a propagandában az eseményeket a homoszexuális praktikák elleni „tisztogatási akcióként” jelölték meg, mely praktikák Röhmön túlmenően állítólag az egész SA-ban elterjedtek voltak. Ezt még 1945 után is hangsúlyozták játékfilmekben.

### Következmények
A tetszésnyilvánítások csaknem egyhangúlag jöttek a hadsereg soraiból, jóllehet Kurt von Schleicher és Ferdinand von Bredow tábornokok is áldozatok voltak. A betegeskedő Hindenburg elnök, Németország rendkívüli tiszteletben tartott katonahőse is küldött egy táviratot, melyben kifejezte „mély megelégedését”, és gratulált Hitlernek, mert csírájában elfojtotta az árulást. Von Reichenau generális odáig ment, hogy nyilvánosan támogatta a hazugságot, Schleicher a kormány megdöntését tervezte. Hitler a Reichstag előtt tartott július 13-i beszédében megrágalmazta Schleichert azzal, hogy Ernst Röhmmel konspirált, mert Franciaországtól pénzt kaptak a kormány elleni puccsért. Mivel Schleicher André François-Poncet francia nagykövetnek jó barátja volt és mert ismert volt intrikáiról, a vele szemben felhozott állítások elég plauzibilisek voltak ahhoz, hogy a legtöbb német elfogadja az igaztalan rágalmat. Hitler állításainak hazug voltát abból is le lehetett volna olvasni, hogy François-Poncet-t nem nyilvánították persona non gratának, nemkívánatos személynek, aminek normális körülmények közt be kellett volna következnie, ha egy nagykövet az államcsíny részese.
Annak, hogy a hadsereg támogatta a tisztogatásokat, messzemenő következményei voltak rá. Az SA megaláztatása befejezte a belőle származó fenyegetéseket a hadsereg felé, de azzal, hogy a hadsereg ilyen erős támogatást nyújtott Hitlernek az akcióiban, növelte kötődését a náci rezsimhez. Erwin Planck nyugalmazott tiszt, úgy látszik, átlátta mindezt: „Ha csak nézed e dolgokat, anélkül, hogy egy ujjadat is megmozdítanád, előbb vagy utóbb neked is ez a sors fog jutni” – mondta barátjának, Werner von Fritsch generálisnak.
Egyidejűleg sokan készpénznek vették és elhitték, hogy Hitler megmentette Németországot a káoszba süllyedés elől. Luise Solmitz hamburgi tanítónő sok német érzését adta vissza a naplójában, amikor „Hitler személyes bátorságáról, döntésképességéről és eredményességéről” írt. Egyenesen Nagy Frigyeshez, Poroszország 18. századi királyához hasonlította. Másokat elriasztott a kivégzettek sokasága és a kortársak viszonylagos megelégedettsége ezzel. „Egy igen nyugodt, könnyű léptű postás, aki egyáltalán nem nemzetiszocialista” – írta a naplóíró Victor Klemperer – „azt mondta nekem: Nos ők egyszerűen elítélték őket”. Klemperer figyelmét nem kerülte el, hogy sok áldozatnak komoly szerepe volt Hitler hatalomhoz jutásában. „Egy kancellár” – írta –, „aki elítéli és lelövi a saját pártjának tagjait!” A tömeggyilkosság terjedelme és a csaknem mindenütt jelenlévő Gestapo mégis azt jelentette, hogy akiknek nem tetszett a „tisztogatás”, általában csendben maradtak.
Hitler állítása viszont, miszerint Schleicher és Bredow hazaárulást követett el, az egész tábornoki kart felkavarta. A védelmi kerületek parancsnokai megjelentek Werner von Blomberg birodalmi védelmi miniszter előtt, hogy panaszt emeljenek, mert Blomberg semmit nem tett ez ellen az igazságtalan vád ellen. Állították, egyik tábornok sem követett el hazaárulást, és a tábornoki testület azonnali kivizsgálást követelt. Blomberg ugyan megígérte, hogy az eseményeket dokumentálni fogja, de nem tette ezt. Egyetlen tábornok akadt, Wolfgang Fleck, aki nem érte be ennyivel. Mivel nem kapta meg a bizonyító dokumentumokat, benyújtotta lemondását, mert többé nem tudott megbízni a Reichswehr vezetésében. Szó szerint a következők állnak Blomberghez írt levelében: „[…] mindeddig a porosz hadseregben nem volt szokásban, hogy a birodalmi védelmi miniszter hazudik a tábornoki, parancsnoki karnak […]”.
Mások is rohamra indultak Schleicher megöletése miatt. Az agg August von Mackensen Generalfeldmarschall és Schleicher barátja, Kurt von Hammerstein-Equord vezérezredes hiábavalóan próbálták a vérfürdő napjaiban Hindenburgot elérni, akit két adjutánsa, Oskar von Hindenburg és Wedige von der Schulenburg hermetikusan elzárt a külvilág elől. Hammersteint, aki Schleichernek közeli barátja volt, durván sértette az, hogy az SS nem engedte be Schleicher temetésére, és még a gyászolók koszorúit is elkobozta. Miközben Schleicher és Bredow rehabilitációján dolgoztak, Hammerstein és Mackensen július 18-án jegyzéket küldtek Hindenburgnak, és ebben taglalták a két tábornok meggyilkolásának körülményeit, és megjegyezték, hogy Papen is csaknem erre a sorsra jutott. A jegyzék folytatásában kérték Hindenburgot, büntessék meg a felelősöket, és bírálta Blomberget, mert nyíltan támogatta Schleicher és Bredow likvidálását. Végül Hammerstein és Mackensen megkérte Hindenburgot, szervezze újra a kabinetet, távolítsa el abból a következő személyeket: báró Konstantin von Neurath, Robert Ley, Hermann Göring, Werner von Blomberg, Joseph Goebbels és Richard Walther Darré. Kérték Hindenburgot továbbá, hogy állítson fel egy direktóriumot Németország vezetésére, melynek javasolt tagjai: Hitler kancellárként, Werner von Fritsch tábornok kancellárhelyettesként, Hammerstein hadügyminiszterként és Rudolf Nadolny külügyminiszterként. A kérés (Neurathnak Nadolnyval, a korábbi moszkvai nagykövettel – aki a közelmúltban lemondásával tiltakozott Hitler szovjetellenes külpolitikájával szemben – való helyettesítése a külügyminiszter posztján) jelzi: Hammerstein és Mackensen vissza kívánt térni a Szovjetunióval folytatott külkapcsolatokban a „távolságtartó barátság” keretei közé, amely 1933-ig gyakorlat volt. Mackensen és Hammerstein így fejezik be jegyzéküket: 
Excellenciás Úr, a pillanat súlya kényszerít minket arra, hogy Önhöz, mint legfelsőbb parancsnokhoz forduljunk. Országunk sorsa forog kockán. Excellenciád, Ön korábban már háromszor mentette meg Németországot az összeomlástól, Tannenbergnél, a háború végén és akkor, amikor Önt választottuk elnökünknek. Excellenciád, óvja meg Németországot negyedszer is! Mi, aláíró tábornokok és főtisztek esküszünk, hogy utolsó leheletünkig megőrizzük lojalitásunkat a hazához és Önhöz.
Hindenburg soha nem válaszolt a memorandumra, bár nem világos, hogy egyáltalán látta-e, mivel Otto Meißner, aki karrierjét a nácikhoz kötötte, esetleg át se adta neki. Figyelemre méltó, hogy azok, akiket leginkább sértett az öldöklés, mint Hammerstein és Mackensen, nem kárhoztatták Hitlert ezért, azt akarták, maradjon kancellár, hanem leginkább a kabinet átalakítását kívánták elérni Hitler radikálisabb követőinek kiiktatásával.
Minthogy Hindenburgtól nem jött a feljegyzésre válasz, ezért Hindenburg halálát követően feljegyzésüket sokszorosították és szétosztották a magasabb parancsnokok körében. Eközben nyomást gyakoroltak Blombergre és a hadsereg főparancsnokára, Werner von Fritsch vezérezredesre, hogy végre lépjenek már valamit a rehabilitáció érdekében. Ezzel olyan feszült hangulatot hoztak létre a teljes parancsnoki állományban, ami Blomberg számára tanácsossá tette, hogy megjelenjen az ügyben Hitlernél, hiszen különben az állomány egysége kerülhetett volna veszélybe.
1934 végén, majd 1935 elején, Werner von Fritsch és Werner von Blomberg, aki szégyellt részt venni Hammerstein és Mackensen rehabilitálásért folytatott kampányában, eredményesen gyakorolt nyomást Hitlerre von Schleicher és von Bredow tábornokok rehabilitációja ügyében. Fritsch és Blomberg 1934 végén hirtelenjében azt állították, hogy mint tisztek nem bírják tovább olvasni az egyre elvadultabb támadásokat, amelyek július óta tartanak Schleicher és Bredow ellen, melyben őket mint a franciák által lefizetett, legaljasabb hazaárulókat mutatja be. 1935. január 3-án a Berlini Állami Operaházban tartott beszédében Hitler elmondta, hogy Schleicher és Bredow lelövetése hamis információkon alapuló „tévedés” volt, és emiatt neveiket csapataik becsületkönyvébe azonnal fel kell venni. Hitler beszédéről nem jelent meg sajtótudósítás, de a hadsereg megelégedéssel fogadta.
A rehabilitálás ellenére, négyszemközti beszélgetésekben a nácik továbbra is hazaárulással vádolták Schleichert. 1935 januárjában, Varsóba utazva Göring közölte Jan Szembek diplomatával, hogy Schleicher azt sürgette Hitlernél 1933 januárjában, érjen el egy egyezményt Franciaországgal és a Szovjetunióval, majd ossza fel Lengyelországot az utóbbival, amely tanács feletti undorában ölette meg Hitler Schleichert. Hitler 1935. május 22-én találkozott Józef Lipski lengyel nagykövettel, ennek során Hitler közölte Lipskivel, hogy Schleichert „igazságosan ölték meg, már csak azért is, mert azt gondolta, fenn lehet tartani az 1922-es rapallói szerződést.” A Lengyelországban 1939-ben megjelent Fehér Könyvben – amely diplomáciai dokumentumok gyűjteménye, és részletezi a német-lengyel relációt a háború kitöréséig – is megjelent az állítás, hogy Schleichert azért kellett lelőni, mert Lengyelország felosztását kívánta.
Röhm helyét Hitler kinevezésével Victor Lutze vette át. Hitler utasította őt (írja egy neves történész), hogy vessen véget a „homoszexualitásnak, a dőzsölésnek, az ivászatoknak és a nagy életnek” az SA-ban. Hitler kifejezetten megkövetelte, hogy a pénzalapokat ne limuzinokra és bankettekre költsék, ami szerinte az SA extravagáns viselkedésének bizonyítéka. Lutze gyengeségében semmit nem tett az SA függetlenségéért az elkövetkező években, és az SA lassacskán elveszítette hatalmát Németországban. A rendszer eltávolíttatta Röhm nevét a dekoratív SA tőrökről, helyére az „Alles für Deutschland” (Mindent Németországért) szavak kerültek. 1934 augusztusában a tagság létszáma leesett 2,9 millióra, 1938 áprilisában ez már csak 1,2 millió volt.
A hosszú kések éjszakája Hitler győzelme és egyben a német kormányzás történetének fordulópontja volt. Hitler e ponton vált a „német emberek legfőbb bírájává”, ahogyan ezt ő a július 13-i beszédében a Reichstagban deklarálta. Később, 1942 áprilisában, Hitler formálisan is felvette ezt a címet, így mind de jure, mind de facto a törvény fölé helyezte magát. Évszázados jogelvek félresöprése a kivégzés bírói ítélet nélkül. Helyi ügyészek kezdeti sikerei ellenére, melyben vádindítvány született a gyilkosok ellen, és amiket a rezsim gyorsan félretett, hamar kitűnt, hogy nincs törvény, amely Hitlert akadályozhatja hatalma gyakorlásában.
A hosszú kések éjszakája világosan megüzente a népnek, hogy még a leghíresebb németek sem védettek a letartóztatások és esetleges kivégzések ellen, ha a náci rezsim őket fenyegetésnek tekinti. Így a „tisztogatások” annak az erőszaknak a mintapéldái, melyek mindvégig jellemezték a náci rezsimet: az erő használata egy birodalom felépítése érdekében.

## A kivégzett személyek listája
A kivégzettek listáját a Gestapo állította össze Hitler számára. Eredetileg hetvenhét megölt személyt tartalmazott, később Hitler utasítására még hat nevet fűztek hozzá.

## Túlélők
Azok között, akik elkerülték a megöletésüket, vagy csupán csak letartóztatták őket, vagy legalábbis ennek kellett volna történnie:
- Konrad Adenauer, Köln egykori polgármestere és a Porosz Államtanács elnöke. Őt 1934. június 30-án a Gestapo letartóztatta, de csak néhány napot kellett Potsdam börtönében töltenie.[99]
- Vilmos porosz királyi herceget, a Német Birodalom egykori trónörökösét Göring indítványára törölték a meggyilkolandók listájáról.
- Ernő Henrik szász királyi herceg (1896–1971), az utolsó szász király, Frigyes Ágost harmadik fia.[100]

## Feldolgozások
- 1969: Elátkozottak (eredeti olasz címe: La caduta degli dei) német – olasz film Luchino Visconti rendezésében.
- 1970: Der Röhm-Putsch – tv-játékfilm.

## Fordítás
- Ez a szócikk részben vagy egészben  Night of the Long Knives című angol Wikipédia-szócikk ezen változatának fordításán alapul.  Az eredeti cikk szerkesztőit annak laptörténete sorolja fel. Ez a jelzés csupán a megfogalmazás eredetét és a szerzői jogokat jelzi, nem szolgál a cikkben szereplő információk forrásmegjelöléseként.
- Ez a szócikk részben vagy egészben  a   Röhm-Putsch című német Wikipédia-szócikk ezen változatának fordításán alapul.  Az eredeti cikk szerkesztőit annak laptörténete sorolja fel. Ez a jelzés csupán a megfogalmazás eredetét és a szerzői jogokat jelzi, nem szolgál a cikkben szereplő információk forrásmegjelöléseként.

### Magyar nyelven elérhető könyvek
- Matthias Uhl. A Hitler-dosszié, Henrik Eberle (Szerző), Szántó Judit (Fordító) (magyar nyelven), Budapest: Park Könyvkiadó (2006). ISBN 963-530-716-0
- Hollósi Tibor.szerk.: Réz Miklósné: Hosszú kések éjszakája. Budapest: Kossuth Könyvkiadó. ISBN 963-09-2043-3
- Max Gallo. A gyilkosok éjszakája, Barta András (Fordító), Budapest: Európa Könyvkiadó (1986). ISBN 963-07-3726-4

### Idegen nyelvű könyvek
- Maracin, Paul. The Night of the Long Knives: 48 Hours that Changed the History of the World. New York: The Lyons Press (2004). ISBN 1-59921-070-3
- Mau, Herman. The 'Second Revolution'—June 30, 1934, Republic to Reich: The Making of the Nazi Revolution. New York: Pantheon Books (1972). ISBN 0-394-47122-9
- Tolstoy, Nikolai. Night of the Long Knives. New York: Balantine Books (1972). ISBN 0-345-02787-6
- The History Place – Triumph of Hitler – Night of the Long Knives
- German Culture – The Third Reich – Consolidation of Power
- The German Embassy in the United States – The Era of National Socialism
- The Holocaust Museum – The Third Reich
- Anonym: Weissbuch über die Erschiessungen des 30. Juni. (Fehér könyv a június 30-i lelövetésekről) Paris 1934. Előszó Georg Branting.
- Anonym: Das deutsche Volk klagt an, Hitlers Krieg gegen die Friedenskämpfer in Deutschland, Ein Tatsachenbuch. (A német nép vádol: Hitler háborúja a német békeharcosok ellen) Paris 1936 (tartalmazza az áldozatok listáját 1934. június 30-ával kezdve; 271. oldal)
- Klaus Bredow: Hitler rast. (Hitler száguld) 1934.
- Otto Strasser: Die deutsche Bartholomäusnacht. (A német szent Bertalan-éj) 1934.

### A kutatást szolgáló irodalom
- Heinrich Bennecke: Die Reichswehr und der „Röhm-Putsch“.(A Reichswehr és a „Röm-puccs“) Olzog, München 1964.
- Charles Bloch: Die SA und die Krise des NS-Regimes 1934.(Az SA és a náci rezsim 1934-es krízise) Suhrkamp, Frankfurt am Main 1970.
- Peter Longerich: Die braunen Bataillone. Geschichte der SA.(A barna sereg. Az SA története) Beck, München 2003, ISBN 3-406-49482-X.
- Kurt Gossweiler: Die Röhm-Affäre. Hintergründe – Zusammenhänge – Auswirkungen. (A Röhm-ügy: háttér- összefüggések - kihatása) Pahl-Rugenstein, Köln 1983, ISBN 3-7609-5151-1. Egyidejűleg a Humboldt-Universität Berlinnél beadott disszertáció a következő címmel: Die Rolle des Monopolkapitals bei der Herbeiführung der Röhm-Affäre (A monoplkapitalizmusnak a Röhm-ügy koholásában játszott szerepe).
- Otto Gritschneder: „Der Führer hat Sie zum Tode verurteilt...“, Hitlers „Röhm-Putsch“-Morde vor Gericht. (A Führer halálra ítélte őket. Gyilkosságok a bíróság előtt.)Beck, München 1993, ISBN 3-406-37651-7. ( 90 meggyilkolt listájával és egy függelékkel, mely ábc szerint sorolja fel a tetteseket és áldozataikat)
- Hans Schafranek: Sommerfest mit Preisschießen. Die unbekannte Geschichte des NS-Putsches im Juli 1934. (Nyári ünnep díjazott lövésekkel. Az 1934 júliusi náci puccs ismeretlen története) Czernin, Wien 2006, ISBN 3-7076-0081-5.
- Heinz Höhne: Mordsache Röhm: Hitlers Durchbruch zur Alleinherrschaft, 1933–1934.(Röhm meggyilkoltatása: Hitler eljut az egyeduralomhoz) Rowohlt, Reinbek bei Hamburg 1984, ISBN 3-499-33052-0.
- Könyvtári katalógus a Röhm-puccsról szóló irodalomról Katalog der Deutschen Nationalbibliothek (HTML), Gemeinsamer Verbundkatalog (GVK) (német nyelven) (HTML)
- SWB-Online Katalog (német nyelven) (HTML)
- Der "Röhm-Putsch" (német nyelven) (HTML) Etablierung der NS-Herrschaft (német nyelven)
- Der "Röhm-Putsch" am 30. Juni 1934 (német nyelven) (HTML). Projekt Shoa.de[halott link]
- Kurt Gossweiler: DER »RÖHM-PUTSCH«, DER KEINER WAR (német nyelven) (PDF). [2007. szeptember 28-i dátummal az eredetiből archiválva]. (Hozzáférés: 2011. október 10.)